# Mark Todd
Sir Mark James Todd (Cambridge, 1º marzo 1956) è un cavaliere neozelandese.
Ha partecipato a ben sei edizioni dei giochi olimpici (1984, 1988, 1992, 2000, 2008 e 2012) conquistando complessivamente cinque medaglie.

## Palmarès
Olimpiadi
- 5 medaglie:
  - 2 ori (concorso completo individuale a Los Angeles 1984, concorso completo individuale a Seul 1988)
  - 1 argento alle olimpiadi del 1992
  - 3 bronzi (concorso completo a squadre a Seul 1988, concorso completo individuale a Sydney 2000, concorso completo a squadre a Londra 2012)

Mondiali
- 4 medaglie:
  - 2 ori (concorso completo a squadre a Stoccolma 1990, concorso completo a squadre a Roma 1998)
  - 1 argento (concorso completo individuale a Roma 1998)
  - 1 bronzo (concorso completo a squadre a Lexington 2010)